# Монкада, Гильермо
Гилье́рмо Монка́да (исп. Guillermo Moncada, прозвище — «Guillermón») — один из 29 кубинских генералов, участвовавших в войне за независимость Кубы. Родился в негритянском районе Сантьяго-де-Куба 25 июня 1841 года.
Когда Карлос Мануэль де Сеспедес в своем «Кличе из Яра» воззвал к восстанию против испанской колониальной власти, пообещав социальные перемены для чёрных жителей Кубы, Монкада принял участие в десятилетней войне. Бывший плотник, вскоре стал героем негритянского фольклора за то, что 5 мая 1871 года одержал решительную победу над крупным рабовладельцем и землевладельцем Мигелем Пересом Сеспедесом (исп. Miguel Pérez Céspedes) из Гуантанамо. 
В 1893 году Монкада за политическую деятельность был заключён в крепость «Королева Мерседес», откуда он был выпущен в 1894 году. Вскоре после начала в 1895 году войны за независимость умер от туберкулеза.
В его честь названы Казармы Монкада (бывшая крепость «Королева Мерседес») и Стадион «Гильермо Монкада».